# Silviu Pană
Silviu Gabriel Pană (n. 24 septembrie 1991, București, România) este un fotbalist român, care evoluează pe postul de mijlocaș central la clubul din Liga a III-a, Gloria Băneasa[*]. A făcut parte din echipa națională de fotbal a României Under-21, unde a avut două selecții.

## Viață personală
Pană are și un frate mai mare, Sorin, care a fost și el fotbalist la Concordia Chiajna, dar și la Gloria Buzău și CS Otopeni.